# Magda Balsam
Magda Balsem (Sztum, 20 September 1996) is een Poolse handbalspeler die in de Duitse Bundesliga en voor het Poolse nationale team speelt.

## Carrière

### Club
Balsam speelde in haar jeugd bij Bellator Ryjewo. Daarna verhuisde de rechtervleugel speler naar Vistal Gdynia, dat in de Poolse eerste divisie speelt. In 2015 werd ze voor drie maanden uitgeleend aan Sambor Tczew. Daarna maakte Balsam in de zomer de overstap naar de Poolse eersteklasser Start Elbląg. Ze speelde vier seizoenen voor die club en maakte vervolgens een transfer naar het net naar de Poolse eerste klasse gepromoveerde JKS Jarosław. In het seizoen 2019/20 scoorde Balsam in totaal 132 doelpunten in 20 topwedstrijden, waarmee ze als tweede eindigde op de topscorerslijst. Daarna verhuisde ze naar competitierivaal MKS Lublin, maar keerde na een seizoen terug naar JKS Jarosław. Vanaf seizoen 2022/2023 staat ze onder contract bij de Duitse Bundesliga-club TuS Metzingen.

### Nationaal team
Balsam maakte op 17 maart 2017 haar debuut voor het Poolse nationale team in een wedstrijd tegen de Wit-Rusland. Met Polen nam ze deel aan het WK 2021 en het EK 2022.